# Lavra Babič
Lavra Babič, slovenska plavalka, * 1. januar 1987.
Babičeva je za Slovenijo nastopila na Poletnih olimpijskih igrah 2004 v Atenah, kjer je nastopila v ženski štafeti 4 x 200 metrov prosto. Štafeta je tam zasedla 16. mesto.